# Samogłoska półprzymknięta tylna niezaokrąglona
Samogłoska półprzymknięta tylna niezaokrąglona – typ samogłoski spotykany w językach naturalnych. Symbol, który przedstawia ten dźwięk w Międzynarodowym Alfabecie Fonetycznym, to ɤ („rogi barana” podobne do greckiego γ).

## Języki, w których występuje ten dźwięk
- język estoński: kõrv [kɤrv] „ucho”
- język gaelicki szkocki: d'oirbh [d̪̊ɤrʲɤv] „skomplikowany”
- język mandaryński: 喝 / hē [xɤ˥] „pić”

W niektórych językach występuje samogłoska średnia tylna niezaokrąglona, pozbawiona odrębnego symbolu IPA, zapisywana [ɤ̞], kiedy niezbędne jest rozróżnienie:
- język bułgarski: път [pɤ̞t] „ścieżka”